# Torbjörn Lagerwall
Torbjörn Lagerwall, född 1961, är en svensk illustratör och grafisk formgivare, från början med inriktning på serieteckning i allmänhet och Walt Disney som specialitet. Torbjörn Lagerwall är son till den svenske serieskaparen Einar Lagerwall.